# Trachelium
Trachelium és un gènere de plantes endèmic de la regió mediterrània dins la família Campanulaceae. Consta de 23 espècies. És originari de la Macaronèsia i de la conca del Mediterrani central i occidental.

## Algunes espècies
- Trachelium alteratum Bianca ex Nyman
- Trachelium asperuloides Boiss. i Orph.
- Trachelium azureum Gouan
- Trachelium caeruleum L.